# Saint-Thois
Saint-Thois (tiếng Breton: Santoz) là một xã của tỉnh Finistère, thuộc vùng Bretagne, miền tây bắc Pháp.

## Dân số
Người dân ở Saint-Thois được gọi là Saint-Thoisiens.